# 柿子湾崖墓
柿子壪崖墓位於四川省乐山市市中区大佛街道任家坝村的岷江東岸柿子壪，共有崖墓120餘座，分為南小灣和北小灣兩個區。1937年楊枝高最早對該墓群進行了調查，著有專文《四川崖墓考略》。1956年8月16日公佈為四川省第一批歷史及革命文物保護單位。1980年7月7日重新公佈為四川省第一批文物保護單位。